# Langtongvleerhonden
De langtongvleerhonden (Macroglossus) vormen een geslacht uit de familie der vleerhonden (Pteropodidae). Soorten uit dit geslacht komen voor in Zuidoost-Azië, de Indische Archipel, Nieuw-Guinea, de Bismarck-archipel, de Salomonseilanden en Australië.

## Soorten
Het geslacht telt twee soorten:
- Macroglossus minimus – Kleine langtongvleerhond
- Macroglossus sobrinus

Acerodon · Aethalops · Alionycteris · Aproteles · Balionycteris · Casinycteris · Chironax · Cynopterus · Desmalopex · Dobsonia · Dyacopterus · Eidolon · Eonycteris · Epomophorus · Epomops · Haplonycteris · Harpyionycteris · Hypsignathus · Latidens · Lissonycteris · Macroglossus · Megaloglossus · Melonycteris · Micropteropus · Mirimiri · Myonycteris · Nanonycteris · Neopteryx · Notopteris · Nyctimene · Otopteropus · Paranyctimene · Penthetor · Plerotes · Ptenochirus · Pteralopex · Pteropus · Rousettus · Scotonycteris · Sphaerias · Styloctenium · Syconycteris · Thoopterus